# بری، ولز

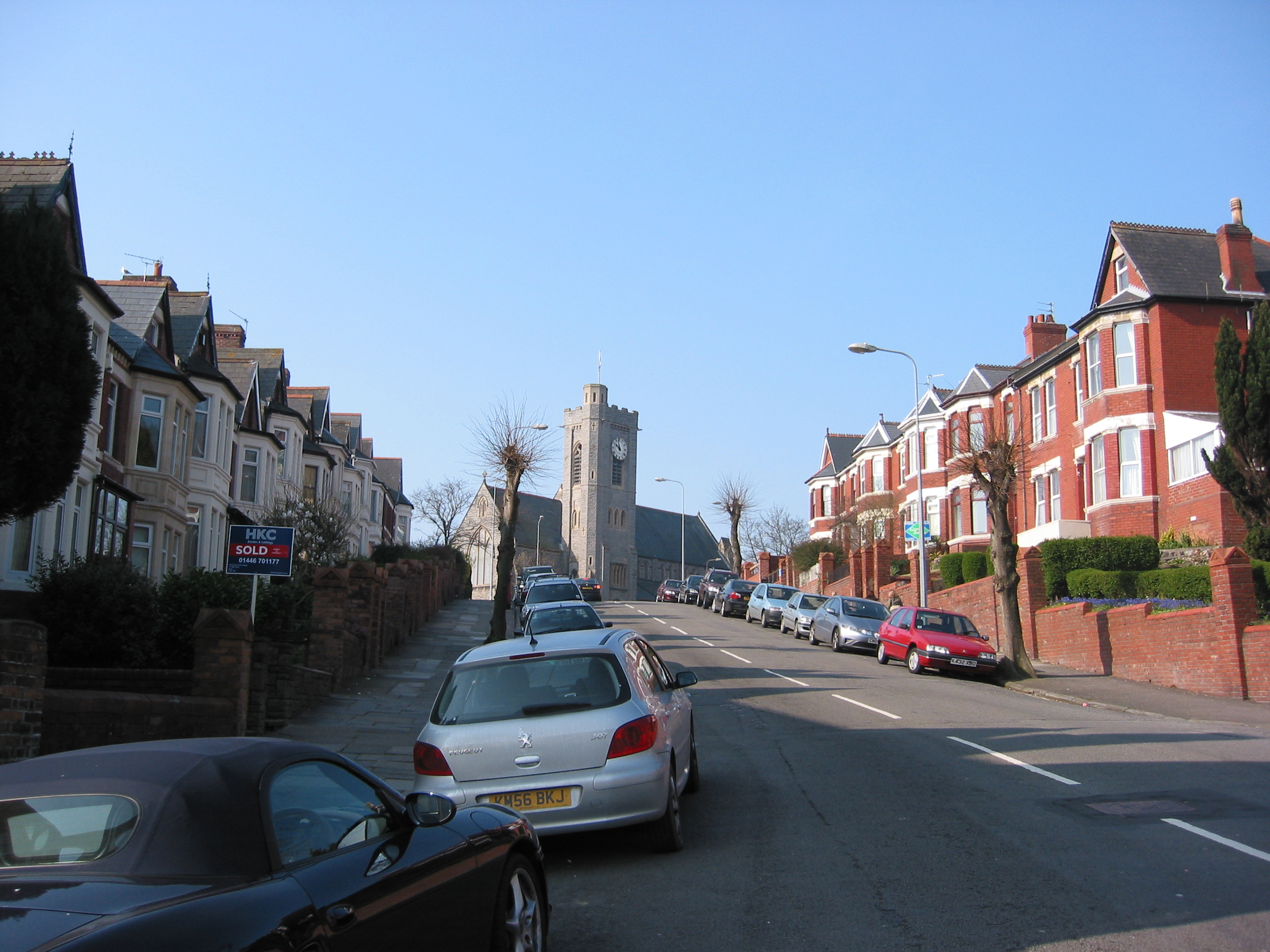
نمایی از «بری، ولز» در منطقهٔ لندن کشور ولز - ۲۰۰۷

بری، ولز (به انگلیسی: Barry) شهری در منطقهٔ لندن کشور ولز است که این کشور خود بخشی از بریتانیا محسوب می‌شود. این شهر در سال ۱۹۹۱ میلادی ۴۹٫۸۸۷ نفر جمعیت داشته و در سرشماری سال ۲۰۰۱ جمعیت آن به ۵۰٫۶۶۱ نفر رسیده‌است. میزان رشد سالانهٔ جمعیت بری، ولز ‎۰٫۵۱ درصد می‌باشد و جمعیت این شهر در سال ۲۰۱۲ به ۵۳٫۵۸۰ نفر تغییر یافت.